# Плисковско поле
Плисковско поле (до 1925 г. Абобско поле) е поле в Североизточна България, Източната Дунавска равнина, област Шумен.
Плисковското поле е разположено между платата Войводско на север, Стана на изток и Мадарско на юг. На запад плавно се повишава в историко-географската област Овче поле, а на югозапад, след долината на Мътнишка река, чрез нисък праг северно от селата Васил Друмев и Илия Блъсково се свързва с Шуменското поле.
От северозапад на югоизток и от североизток на югозапад размерите му са приблизително 15/15 км. Средната му надморска височина варира от 100 до 200 м. Отводнява се от Провадийска река, която протича през полето от северозапад на югоизток и от притоците ѝ Крива река (ляв приток, отводнява източната част на полето) и Мътнишка река (десен приток, отводнява югозападната част на полето). Плисковското поле е изградено предимно от песъчливо-мергелни долнокредни скали. Почвите са предимно черноземни с високо естествено плодородие, предпоставка за интензивно земеделие.
В средата на Плисковското поле е разположен град Плиска, а в югоизточната му част градовете Нови пазар и Каспичан. освен това в полето са разположени още десетина села в общините Нови пазар, Каспичан и Шумен.
През средата на Плисковското поле, от северозапад на югоизток преминава участък от трасето на жп линията Русе – Варна.
В южната част е изградена част от автомагистрала „Хемус“ и участък от първокласен път № 2 от Държавната пътна мрежа Русе – Шумен – Варна. В най-източната част на полето, на протежение от 6,8 от град Нови пазар до село Памукчии преминава участък от второкласен път № 27 от Държавната пътна мрежа Нови пазар – Добрич и участък от третокласен път № 701 (11,8 км) Дулово – Никола Козлево – Нови пазар.
В централната част на полето с размери 4/7 км се намира Археологичния резерват „Плиска“, в който са развалините от първата българска столица.

## Топографска карта
- Лист от карта K-35-19. Мащаб: 1 : 100 000.
- Лист от карта K-35-31. Мащаб: 1 : 100 000.